# بوریا (روسیه)
بوریا (انگلیسی: Bureya, Russia) یک شهرک در بخش بوریسکی استان آمور کشور روسیه است.